# Louis Bastide de Malbos
Pour les articles homonymes, voir Bastide.
Louis Bastide de Malbos, né le 22 novembre 1743 à Berrias en Ardèche, fut le premier maire de Berrias (Ardèche) et l'initiateur et l'organisateur des deux premiers Camps de Jalès. Arrêté par les troupes du général d'Albignac,, il fut étranglé ou égorgé , le 10 mars 1791 dans la prison de Pont-Saint-Esprit sous la Terreur. Une évasion manquée a aussi été évoquée par l'autre camp; son corps, retrouvé quelques jours plus tard au confluent du Rhône et de la Cèze, fut inhumé sur le territoire de la commune de Bagnols-sur-Cèze.

## Biographie
Descendant d'une ancienne famille vivaroise,, son père, juge de la commanderie de Jales rachète à la marquise de Chambonas les terres et droits seigneuriaux du mandement de Berrias qu'il partagera avec les commandeurs de Malte de Jalès.
Avocat en parlement, il épouse Marguerite Aubert de la Mogère (1750-1815) qui n'échappa à l'échafaud que grâce au 9 thermidor.
Leur fils, Jules de Malbos, savant géologue ardéchois et découvreur de la grotte de la Cocalière, sera également maire de Berrias. Son petit-fils Eugène de Malbos sera peintre pyrénéiste de l'époque romantique.
En tant que maire de Berrias, il intervient dans le rétablissement de l'ordre lors des événements dits de la « Révolte des Masques Armés » avec un rôle de temporisateur.
En 1880 et en 1903, on retrouve deux de ses descendants à la tête des combats entre l'Église et l'État à Lablachère,.